# Scolelepis balihaiensis
Scolelepis balihaiensis är en ringmaskart som beskrevs av Hartmann-Schröder 1979. Scolelepis balihaiensis ingår i släktet Scolelepis och familjen Spionidae. Inga underarter finns listade i Catalogue of Life.